# Golem (film 1915)
Golem (niem. Der Golem) – niemiecki film z 1915 roku w reżyserii Henrika Galeena i Paula Wegenera na podst. powieści Gustava Meyrinka o tym samym tytule . Pierwszy z trylogii filmów o Golemie autorstwa Paula Wegenera. Obecnie częściowo zaginiony i do czasów obecnych ocalały jedynie 4 minuty.

## Fabuła
W starej żydowskiej dzielnicy Pragi robotnicy budowlani kopią szyb pod fontannę, kiedy dokonują odkrycia. Jest to ogromny gliniany posąg. Przynoszą oni posąg żydowskiemu handlarzowi starzyzną, który wkrótce zdaje sobie sprawę, że ma przed sobą Golema. Handlarz wyciąga starą książkę i recytuje zaklęcie rabina Loewa, aby ożywić gliniane stworzenie.
Głupi kolos służy handlarzowi w jego biednym mieszkaniu, włączając w to ciężkie prace, takie jak kucie rozpalonego do czerwoności żelaza. Pewnego dnia Golem zakochuje się w córce handlarza, ta jednak w ogóle nie odwzajemnia jego uczuć. Czuje odrazę do niezdarnego olbrzyma i boi się go. Raczej serce córki handlarza śmieciami należy do hrabiego. W chwili, gdy golem zrozumie swoje nieludzkie pochodzenie i beznadziejność swojej miłości, staje się niszczycielskim potworem.
Na letnim przyjęciu, w którym bierze udział córka handlarza hrabia, dochodzi do ostatecznej rozgrywki. Kiedy pojawia się Golem, przerażeni imprezowicze uciekają. Dziewczyna i hrabia również uciekają przed golemem. Całkowicie zdyszani docierają do budynku rezydencji, aż na taras na dachu. Golem dogania ich i rzuca się na hrabiego, aby zabić swojego konkurenta. Przed tym powstrzymuje go córka handlarza i prowadzi do tego, że golem spada z wysokości i rozlatuje się w kawałkach o ziemię. Zdyszany handlarz w końcu dociera na taras i obejmuje córkę w ramiona.

## Obsada
- Paul Wegener – Golem
- Lyda Salmonova – córka handlarza starzyzną
- Henrik Galeen – handlarz starzyzną
- Carl Ebert – hrabia
- Rudolf Blümner – uczony
- Jakob Tiedtke